# Giovanni Battista Flapp
Giovanni Battista Flapp (in croato: Ivan Krstitelj Flapp) (Cormons, 18 aprile 1845 – Parenzo, 27 dicembre 1912) è stato un vescovo cattolico italiano.

## Biografia
Studiò teologia presso il Seminario centrale di Gorizia dal 1865 al 1869, fu poi consacrato sacerdote a Gorizia dall'arcivescovo Andreas Gollmayr il 19 settembre 1868. Dal 4 ottobre 1870 al 28 agosto 1873 fu a Vienna, alunno del Frintaneum e conseguì la laurea in teologia all'Università di Vienna il 2 agosto 1873. Ritornato a Gorizia, insegnò diritto canonico e storia della chiesa nel Seminario locale dal 1874 al 1884. Collaborò inoltre articoli per il Folium periodicum Archidioeceseos Goritiensis, di cui fu redattore capo dal 1880 al 1884.

## Genealogia episcopale e successione apostolica
La genealogia episcopale è:
- Cardinale Scipione Rebiba
- Cardinale Giulio Antonio Santori
- Cardinale Girolamo Bernerio, O.P.
- Arcivescovo Galeazzo Sanvitale
- Cardinale Ludovico Ludovisi
- Cardinale Luigi Caetani
- Cardinale Ulderico Carpegna
- Cardinale Paluzzo Paluzzi Altieri degli Albertoni
- Cardinale Flavio Chigi
- Papa Clemente XII
- Cardinale Giovanni Antonio Guadagni, O.C.D.
- Cardinale Cristoforo Migazzi
- Vescovo Michael Léopold Brigido
- Arcivescovo Sigismund Anton von Hohenwart, S.I.
- Arcivescovo Augustin Johann Joseph Gruber
- Arcivescovo Joseph Walland
- Vescovo Anton Alojzij Wolf
- Arcivescovo Andreas Gollmayr
- Arcivescovo Luigi Mattia Zorn
- Vescovo Giovanni Battista Flapp

La successione apostolica è:
- Arcivescovo Andrea Jordán (1902)